# 자포스
자포스(Zappos) 또는 자포스닷컴(Zappos.com)은 미국 네바다주 라스베이거스에 본사를 둔 미국 온라인 신발 및 의류 소매업체이다. 이 회사는 1999년 닉 스윈먼(Nick Swinmurn)에 의해 설립되었으며 Shoesite.com이라는 도메인 이름으로 출시되었다. 2009년 7월 아마존은 당시 약 12억 달러 규모의 전체 주식 거래로 자포스를 인수했다. 아마존은 아마존 보통주 1,000만 주에 대해 자포스로부터 모든 발행주식과 영주권을 매입했으며, 자포스 직원들에게 4,000만 달러의 현금과 제한 주식을 제공했다.

## 같이 보기
- 매치스패션
- 파페치